# Амортизация долга
Амортизация долга — выплата долга по займам или облигациям посредством регулярных платежей.
К амортизации долга заёмщик прибегает для того, чтобы не изыскивать в день погашения значительную сумму денежных средств, например, номинальную стоимость облигаций.
Например, эмитент выпустил облигацию сроком на 10 лет с годовой купонной ставкой 8 % и номинальной стоимостью 100000 рублей. Для того, чтобы по истечении 10 лет не изыскивать всю сумму для погашения облигации, эмитент предусмотрел в условиях выпуска и обращения облигации, что по истечении пяти лет ежегодно будет гаситься 20 % номинала. В нижеследующей таблице показаны суммы и график платежей по данной облигации.
| Год  | Сумма купонных выплат | Сумма погашения номинала | Общая сумма платежей по облигации |
| ---- | --------------------- | ------------------------ | --------------------------------- |
| 1-й  | 8000                  | Нет                      | 8000                              |
| 2-й  | 8000                  | Нет                      | 8000                              |
| 3-й  | 8000                  | Нет                      | 8000                              |
| 4-й  | 8000                  | Нет                      | 8000                              |
| 5-й  | 8000                  | Нет                      | 8000                              |
| 6-й  | 8000                  | 20000                    | 28000                             |
| 7-й  | 6400                  | 20000                    | 26400                             |
| 8-й  | 4800                  | 20000                    | 24800                             |
| 9-й  | 3200                  | 20000                    | 23200                             |
| 10-й | 1600                  | 20000                    | 21600                             |

Из таблицы видно, что сумма долга в 100000 рублей гасится в течение пяти последних лет равными долями. За счёт досрочного погашения долга уменьшается постепенно долг эмитента перед инвестором. Поэтому размер купонных выплат уменьшается в связи с уменьшением суммы долга.